# 里瓦達維亞 (門多薩省)
33°11′S 68°28′W / 33.183°S 68.467°W
里瓦達維亞（西班牙語：Rivadavia），是阿根廷的城鎮，位於該國西部門多薩省，是里瓦達維亞縣的首府，始建於1884年4月18日，面積31平方公里，海拔高度658米，2010年人口31,038，人口密度每平方公里1,001.23人。